# Brachystegia tamarindoides
Brachystegia tamarindoides Welw. ex Benth., 1865 è una pianta della famiglia delle Fabacee (sottofamiglia Detarioideae), nativa dell'Africa.

## Distribuzione e habitat
Questa specie è segnalata in Angola, Burundi, Malawi, Mozambico, Tanzania, Zambia, Zaïre, Zimbabwe.

## Tassonomia
Sono note le seguenti sottospecie:
- Brachystegia tamarindoides subsp. tamarindoides
- Brachystegia tamarindoides subsp. microphylla (Harms) Chikuni
- Brachystegia tamarindoides subsp. torrei (Hoyle) Chikuni